# BITNET
BITNET – zapoczątkowana w 1981 ogólnoświatowa sieć rozległa, w pewnym sensie konkurencyjna do Internetu. Nazwa sieci pochodzi od angielskiego hasła Because It's There Network, szerzej znanego w formie Because It's Time Network.

## Zasięg terytorialny
Sieć BITNET była oparta na serwerach IBM działających pod kontrolą systemu operacyjnego o nazwie VM, a łączność była oparta na łączach stałych z protokołem COM. Sieć ta bywa więc nazywana też VM/COM. Sieć ta została zapoczątkowana przez porozumienie IBM z grupą uniwersytetów z amerykańskiego wschodniego wybrzeża. Dwa pierwsze połączone tą siecią serwery znajdowały się na Uniwersytecie Yale i City University of New York.
Europejska odnoga tej sieci, zwana EARN, została stworzona w 1985, również na zasadzie porozumienia IBM z grupą uniwersytetów z Europy Zachodniej. Sieć ta rozrosła się następnie do około 1000 serwerów rozsianych w Stanach Zjednoczonych oraz 300 w Europie. Do końca lat 80. tempo rozwoju sieci BITNET było zbliżone do tempa rozwoju Arpanetu/Internetu, jednak w latach 90. nastąpił gwałtowny rozwój Internetu, który praktycznie wchłonął wszystkie zasoby Bitnetu.
Sieć ta zawędrowała także do Polski. Pierwszych połączeń dokonywano jeszcze pod koniec lat 80. Od 1987 roku łączyli się naukowcy z wydziału Fizyki Uniwersytetu Warszawskiego z CERN-em, a także Centrum Astronomii im. Mikołaja Kopernika z Danią. Było to połączenie terminalowe, poprzez telefon. Pierwszym jej serwerem był PLEARN, działający w Centrum Komputerowym Uniwersytetu Warszawskiego. Serwer ten został uruchomiony 17 lipca 1990 roku o godzinie 14:02. Polska została wówczas podłączona jako pierwszy kraj Europy Środkowej, Dokonał tego Tadeusz Węgrzynowski (Dyrektor CIUW w latach 1990-2000), oddelegowany do Uniwersytetu w Kopenhadze. Serwer zamknięto definitywnie (mimo protestu jego zagorzałych zwolenników) w 2000 roku. Listserwer PLEARN-u był miejscem, gdzie powstały pierwsze listy dyskusyjne w Polsce oraz pierwsze czasopisma elektroniczne – Pigułki oraz Wiesci.

## Zalety i wady

### Zalety BITNET-u
Zaletą (i w pewnym sensie wadą) sieci BITNET była jej zwarta i silnie scentralizowana struktura, która zapewniała wysokie bezpieczeństwo i szybkość działania, ale jednocześnie powodowała dużą hermetyczność tej sieci. W sieci tej obowiązywał całkowity zakaz działalności politycznej i handlowej, wszyscy jej użytkownicy byli pieczołowicie rejestrowani, tak że niemożliwe było zachowanie w niej anonimowości i bardzo szczegółowo przestrzegano w tej sieci sztywnej netykiety. Jej użytkownikami byli praktycznie wyłącznie pracownicy i w mniejszym stopniu studenci uczelni wyższych.
Najsilniejszą stroną BITNET-u był system poczty elektronicznej działającej w tej sieci, a zwłaszcza koncepcja listserwerów, zaadaptowana później również w Internecie. Zwarty i bardzo skuteczny system listerwerów zapewniał obsługę kilku tysięcy grup mailowych. W ramach tej sieci funkcjonowały też pierwsze na świecie czasopisma rozsyłane drogą elektroniczną z DargonZine na czele.
Bardzo przydatną, a nieobecną w Internecie usługą BITNET-u była także usługa o nazwie sendfile, pozwalająca przesłać innemu użytkownikowi BITNET-u dowolny plik. Przesyłanie odbywało się w sposób funkcjonalnie zbliżony do poczty elektronicznej, ale przy użyciu innego protokołu, otrzymane pliki gromadzone były w odrębnej od poczty skrzynce odbiorczej, a do ich odczytania i zapisu na dysku użytkownika służył specjalny program kliencki, odrębny od klienta poczty.

### Wady BITNET-u
Najsłabszą stroną tej sieci była jej stała zależność od jednego producenta sprzętu, IBM, oraz ograniczenia protokołu COM uniemożliwiające przyłączenie do tej sieci więcej niż 16256 serwerów, choć ta liczba nigdy nie została w praktyce osiągnięta. 
Inną poważną wadą tej sieci była niemożność zaimplementowania w systemie VM protokołu TCP/IP. Połączenie z Internetem było co prawda możliwe przez specjalne serwery bramkujące, ale umożliwiały one tylko przesył poczty bez możliwości korzystania z jakichkolwiek usług interaktywnych oferowanych przez Internet.
Protokół TCP/IP był zaimplementowany w systemie VM/SP już w latach 70. XX wieku i był aktywnie wykorzystywany w sieci BITNET. Implementacja protokołu TCPIP w VM zawierała większość usług. Węzeł BITNET-u na Uniwersytecie Warszawskim miał uruchomiony i działający protokół TCPIP (natywnie na VM)
Sieć BITNET nie była siecią „jednego producenta”. W BITNET-cie funkcjonowały węzły oparte na komputerach PDP i CDC.